# Cufré (ville)
Pour les articles homonymes, voir Cufré.
Cufré est une ville de l'Uruguay située dans le département de Colonia. Sa population est de 405 habitants.

## Population
| Année | Population |
| ----- | ---------- |
| 1963  | 490        |
| 1975  | 429        |
| 1985  | 402        |
| 1996  | 314        |
| 2004  | 405        |

Référence,: